# 約書亞 (佛羅里達州)
約書亞（英語：Joshua）是位於美國佛羅里達州德索托縣的一個非建制地區。該地的面積和人口皆未知。

## 地理
約書亞的座標為27°12′29″N 81°44′02″W / 27.20806°N 81.73389°W，而該地的平均海拔高度為20米（即66英尺）。